# Аркуша Данило Сергійович
Данило Сергійович Аркуша (нар. 24 листопада 2001, Кіровоград, Україна) — український футболіст, центральний захисник кременчуцького «Кременя».

## Життєпис
Народився в Кіровограді. Вихованець місцевих клубів «Зірка» та «Олімпік», у футболці якого з 2012 по 2021 рік виступав у юнацькому чемпіонаті Кіровоградської області та ДЮФЛУ. У дорослому футболі дебютував ще під час виступів на юнацькому рівні, у 2018 році дебютував за «Олімпік» у чемпіонаті Кіровоградської області. Також виступав за «Олімпік» та «Зірку» в аматорському чемпіонаті України. У складі «Зірки» також виступав у чемпіонаті області. Окрім цього грав у чемпіонаті Кіровоградської області з футзалу за «Дніпро-Кіровоград» та А2 з обласного чемпіонату.
24 серпня 2022 року підписав 3-річний контракт з «Кременем». У футболці кременчуцького клубу дебютував 27 серпня 2022 року в нічийному (3:3) виїзному поєдинку 1-го туру групи «Б» Першої ліги України проти запорізького «Металурга». Данило вийшов на поле на 46-й хвилині, замінивши Віктора Пилипенка.